# Hofanlage Bergedorfer Straße 1
Die Hofanlage Bergedorfer Straße 1 in der niedersächsischen Gemeinde Worpswede, Ortsteil Bergedorf, stammt aus der Mitte des 19. Jahrhunderts. Aktuell (2025) werden die Gebäude auch zum Wohnen genutzt.
Die Gebäude stehen unter Denkmalschutz (siehe auch Liste der Baudenkmale in Worpswede).

## Geschichte und Beschreibung
Worpswede im Teufelsmoor wurde 1218 erstmals als Besitz des Klosters Osterholz erwähnt. Der Ortsteil Bergedorf wurde im Rahmen der Moorkolonisierung des Teufelsmoor um 1769 gegründet und bestand ursprünglich aus mehreren Hofanlagen – so auch diese – im Zentrum des Ortes.
Die Hofanlage besteht aus
- dem eingeschossigen giebelständigen Wohn- und Wirtschaftsgebäude von um 1850 als Zweiständer-Hallenhaus in Fachwerk mit Steinausfachungen, mit Sattel- und Krüppelwalmdach (am Wohngiebel), der Wirtschaftsgiebel mit Lisenen, Gesimsen und Grooter Door mit Segmentbogen wurde um 1900 massiv in dekoriertem Backstein ersetzt, das Innengerüst ist vollständig erhalten,[2]
- der giebelständigen langgestreckten Scheune von um 1850 in Fachwerk mit Steinausfachungen, teilweise verbohlt mit ziegelgedecktem Walmdach und einer Quereinfahrt,[3]
- der traufständigen Scheune vom Ende des 19. Jahrhunderts in Fachwerk mit Steinausfachungen, an der Westseite verbohlt und mit Satteldach.[4]